# Szókratész halála (David-kép)
A Szókratész halála című festmény Jacques-Louis David alkotása, amely a New York-i Metropolitan Művészeti Múzeum gyűjteményének része.

## Keletkezése
A neoklasszicista stílusú festményt 1787-ben, a francia forradalom előtt készítette David. A festő az ókori történettel az igazságtalan hatalommal való szembenállásra irányítja a szemlélő figyelmét. Alakjait, akiket Szókratész börtönében ábrázol, levegősen, frízszerűen helyezte el a kompozícióban.
Szókratész időszámítás előtt 399-ben halt meg, miután az athéni polgárok istentelenség miatt halálra ítélték. Platón Phaidón című dialógusában azt írta, hogy annak a napnak a reggelén, amikor a filozófusnak meg kellett innia a mérget, barátai felkeresték a börtönben. Habár Szókratésznek lett volna módja elmenekülni, úgy döntött, hogy aláveti magát a város törvényeinek, és inkább még a lélek halhatatlanságáról beszélgetett vendégeivel.
David azt a pillanatot örökítette meg, amikor a széles gesztusokkal magyarázó filozófus átveszi a bürökpoharat az őrtől. A többi figura is színpadias mozdulatokkal fejezi ki kétségbeesését és elkeseredettségét, még az őr sem tud Szókratészre nézni. David tudósokkal konzultált, hogy az ókori valóságnak megfelelően mintázza meg a kor ruházatát és bútorait. Az ágy lábánál Platón ül, aki valójában nem volt jelen mestere halálakor.